# 鷹山氏
鷹山氏（たかやまし）は、日本の氏族のひとつ。中世の武士として、大和国や伊賀国、甲斐国にその名が見える。

## 大和鷹山氏
大和国添下郡鷹山荘（現在の奈良県生駒市高山町）を本貫地とする。15世紀から16世紀にかけ、同地の鷹山（高山）城を拠点とした。

### 歴史

#### 15世紀中葉から16世紀初頭にかけて
鷹山氏は源頼光の遠裔とされ（「高山家系図歴代紀」）、鎌倉時代中期に大和国添下郡の鷹山荘（庄）に移住し、南北朝期には南朝に仕えたと伝わる（「高山氏小孜録」「法楽寺縁起」）。
応永27年（1420年）には鷹山氏は鷹山荘の下司職を得ており、その後、嘉吉4年（1444年）、鷹山奥頼弘が畠山持国を撃退している。頼弘は興福寺一乗院方の衆徒で、康正元年（1455年）に官符衆徒の地位に就いていた。また、鷹山氏は越智党に属して、応仁の乱（1467 - 1477年）では西軍の畠山義就方に加わり、越智氏・古市氏に次ぐ地位を得るに至っていた。
文明14年（1482年）、鷹山大弐法眼（頼弘か）の子・鷹山奥頼栄が義就から一時離反（のち帰参）している。明応2年（1493年）には将軍・足利義材（義稙）の河内出陣に伴う畠山政長らの攻撃によって頼栄は鷹山から没落するなど苦境に陥るが、明応の政変で義材が将軍位から廃されるとその危機を脱した。
明応9年（1500年）頃には鷹山藤市が室町幕府や細川政元から知行を安堵され、また永正元年（1504年）には越智方の大和今市城に籠戦した鷹山春藤や山城淀の藤岡城での薬師寺元一鎮圧に貢献した鷹山藤若が細川政元から賞されるなど（今市城の落城の際、藤若の父が切腹を遂げている）、鷹山氏は細川氏との関係を築いていった。
その後、永正17年（1520年）5月には古市氏・超昇寺氏とともに筒井方を攻め、奈良を占拠しているが、同年10月には越智氏と筒井氏の間で和睦が結ばれた。その際の取り決めに、本来筒井方の与力でありながら越智氏に味方していた超昇寺氏・鷹山氏・根尾氏・番条氏・島氏に所領を返還するとの条項があり、時期は不明だが鷹山氏は筒井氏に属していたとされる。この和睦以後の大和における鷹山氏の行動は筒井党としてのものと見える。

#### 権益拡大と周囲との関係
こうした戦乱を通じて鷹山氏は様々な権益を獲得しており、大和では清澄荘（奈良県大和郡山市）や長屋荘（奈良県天理市）に知行を持ち、大和国外でも若狭国の西郷（耳西郷か、福井県美浜町）の知行を所望し、興福寺別当領である播磨国の土山荘（兵庫県播磨町）の経営を鷹山掃部が請け負うなどした。また文明12年（1480年）には油売買をめぐる相論や火鉢作公事銭をめぐる相論に関与し、永正4年（1507年）には官符衆徒の候補に挙がるなど、その存在感を強めていた。
一方、鷹山氏と周辺の国人らとの関係を見てみると、鷹山奥頼栄の弟が琵琶小路氏の名跡を継いでおり、その頼栄の弟は古市澄胤の娘を娶っていた。また同じ頃、幕府奉公衆である宇治の槇島氏に鷹山氏の娘が嫁ぎ、後年、鷹山荘の西隣にある田原荘（大和国添下郡、河内国讃良郡）の坂上氏にも鷹山弘頼の娘が嫁いだ。婚姻関係以外でも周辺国人との間に協力関係があり、天文末年（1550年代前半）から永禄年間（1570年まで）に近隣の尾崎氏との間で喧嘩が起こった際には草内西氏や草内安楽寺氏、番条氏に郡山氏が合力に駆け付けた。天文22年（1553年）に弘頼が死去した際には筒井氏ら大和国内外の16氏から弔状が送られ、いざという時は合力するとの旨が伝えられている。

#### 弘頼以後の鷹山氏
鷹山弘頼は前述の細川氏との関係もあってか、天文5年（1536年）からは細川氏の指揮下で活動しているが、天文11年（1542年）には畠山氏（政長流）に属している。そこでは河内への軍事動員権を行使し、安見宗房とともに「城州上三郡守護代」に任じられているなど、それまでの大和国人としての活動から脱却した動きを見せていたが、畠山氏内部の権力争いの中、天文22年（1553年）には自刃するに至った。
その後、弘頼の子・藤政が筒井氏への従属を強める様子が見られたり、あるいは筒井氏に敵する松永久秀に付く一族の動きが見られるなどするが、松永久秀が織田信長に降伏した天正元年（1573年）以降は筒井氏に従ったものと考えられる。
天正12年（1584年）には羽柴秀吉と対立する徳川家康に、鷹山鵜左衛門尉が味方していることが確認できる。
天正13年（1585年）、筒井氏が伊賀転封を命じられると、当時の鷹山氏当主・頼一はそれに従い鷹山を離れ、筒井氏改易後は松倉重政に仕えて肥前国島原で死去する。慶長7年（1602年）に鷹山で生まれた頼一の子・頼茂は母方の祖父・坂上尊忠とともに大坂の陣にて大坂城に籠城し、尊忠は道明寺の戦いで討死、頼茂は生き長らえたが逼塞する。その後柳生宗矩の口添えで森忠広に仕え、寛永10年（1633年）に忠広が死去すると丹後国宮津の京極高広に仕えた。正保4年（1647年）に暇を乞うと鷹山に近い奈良へと移り、貞享3年（1686年）に死去するまでをそこで過ごす。頼茂が宮津にいた時に生まれた子に東大寺大仏殿の再興に尽力したことで知られる公慶がおり、公慶は大仏殿再興の活動の中、鷹山氏と縁のある法楽寺や高山八幡宮にも訪れている。

### 鷹山氏と茶筅

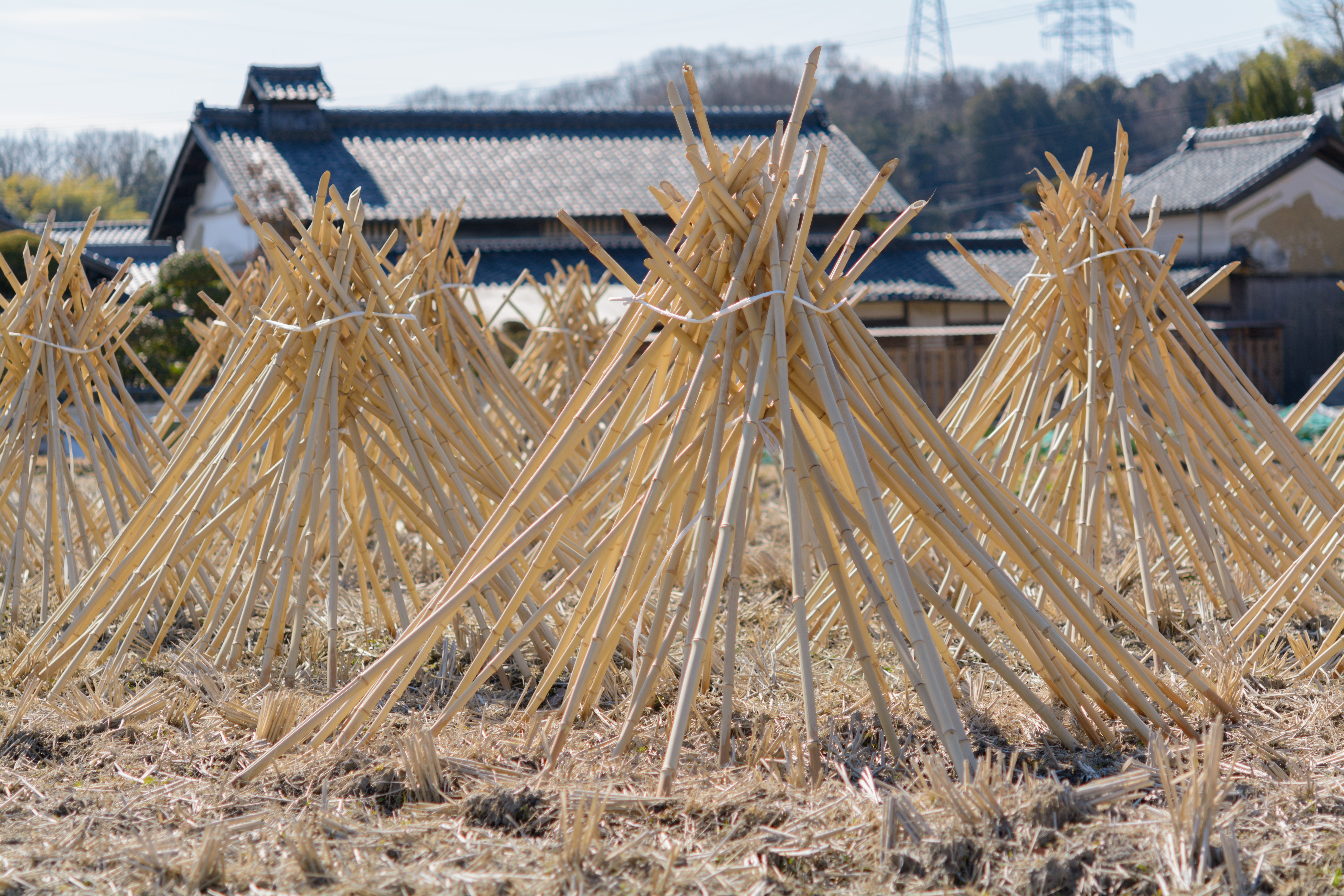
茶筅作りのための竹の寒干し
生駒市高山町にて

鷹山氏が鷹山（高山）を離れた後、帰農した旧臣たちは茶筅（茶筌）作りで生計を立てるようになった。享保21年（1736年）には茶筅は高山村の特産物として知られており（『大和志』）、現代において高山産の茶筅は全国シェアの90％を占めるという。
15世紀中頃の連歌師・宗砌は俗名を高山時重というが、この宗砌（または「高山宗砌」という名の別人）を鷹山頼栄の次男とし、村田珠光の依頼で茶筅を考案したとする伝承がある。ただし事実かどうかについては疑問が呈されている。
また、奈良の宝来で茶筅の作り方を学び高山に戻った甚之丞という人物が豊臣秀吉に茶筅を献上し、それが大いに賞されたため高山村全体で茶筅製造が盛んになったという説もある。

### 興福院との関わり
興福院（こんぶいん、奈良県奈良市法蓮町）は奈良の尼寺であり、同寺には鷹山氏に関する文書群「鷹山家文書」（奈良県指定文化財）が所蔵されている。またこれに近世史料6点を加えたものが、東京大学史料編纂所の影写本で「興福院文書」と呼ばれている。
大和の武士に関しては、鷹山氏のほか、奈良の柳生氏、宇陀の沢氏、宇智の三箇氏を除くとまとまった古文書は極めて稀で、興福院に残る文書群は貴重となる。
この文書群に含まれる「鷹山氏系図写」によると、鷹山頼茂の従姉妹の春心尼は弘文院（興福院）の住持・自慶院（秋篠氏の娘）の姪で、自慶院の弟子となって弘文院に入寺した。妹の光心尼も弘文院に入って住持となり、三代将軍・徳川家光から新たな知行地と興福院の寺号を賜り、弘文院から興福院に名を改めた。頼茂の娘・清心尼も興福院に入寺したが、光心尼が死去すると跡目について揉めたようで、頼茂が寺社奉行に7年にわたり訴えた結果、光心尼の遺言通り清心尼が住持を継いだという。また、清心尼は四代将軍・家綱より法蓮村に寺地数百間を賜ったとされる。
興福院の教誉清心尼と弟の公慶は父・頼茂の十五回忌に際して、鷹山氏の菩提寺だった円楽寺を修復し、興福院に関係のある僧侶を入寺させた。円楽寺は明治の廃仏毀釈の際に破壊されたが、その跡地には鷹山氏の墓所が残る。

## 伊賀鷹山氏
伊賀国の名族・伊賀氏の一族である伊賀盛景の後裔の山尾安久の子に鷹山八郎安峯がいたという。兄に山尾右京安平、弟に中谷七郎安秋。その居城跡として鷹山飛騨城（三重県伊賀市上友田）がある。天正9年（1581年）、蒲生氏郷の軍勢に対して山尾氏は雨請山に立て籠もったとされ（『伊乱記』）、鷹山氏もともに籠もって戦ったとみられる。

## 甲斐鷹山氏
信濃国の豪族・伴野時長の後裔で、大永年間（1521 - 1528年）に甲斐国に来住して武田氏に仕えた志村真武がいるが、この真武の子に鷹山重右衛門栄貞がいた。弟に志村貞盈、志村貞時がいる。